# Christine Stückelberger

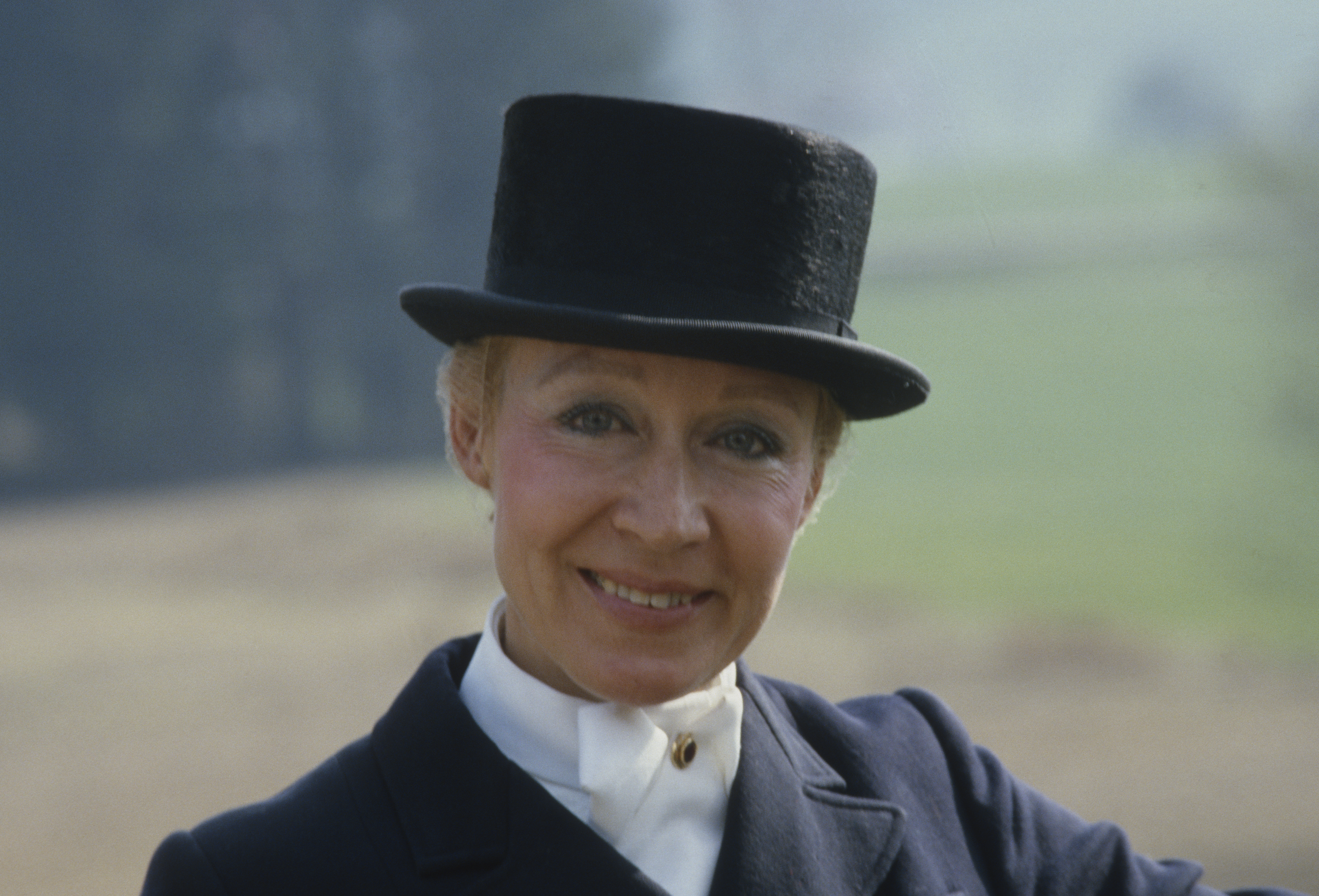
Christine Stückelberger (1990)

Christine Stückelberger (1990)

Christine Stückelberger (1990)

Christine Stückelberger (* 22. Mai 1947 in Bern) ist eine ehemalige Schweizer Dressurreiterin.
Von 1970 bis 1979 wurde sie zehn Mal in Folge Schweizer Meisterin mit Merry Boy, Granat und Cameera. 
Trainiert von Georg Wahl, gewann sie zwischen 1976 und 1988 zahlreiche Medaillen bei Olympischen Spielen. Der Höhepunkt ihrer Karriere war der Olympiasieg im Einzel auf Granat bei den Olympischen Spielen 1976 in Montreal. Im selben Jahr wurde sie zur Sportlerin des Jahres in der Schweiz gewählt. 1978 wurde sie in Goodwood Weltmeisterin.
Bei den Olympischen Sommerspielen 1980 in Moskau verzichtete Stückelberger freiwillig auf eine Teilnahme und damit auf zwei nahezu sichere (Gold)medaillen mit Granat (die Bundesrepublik Deutschland wie die USA – die beiden stärksten Konkurrenten der Schweiz in der Dressur-Teamkonkurrenz – boykottierten die Spiele nach dem Einmarsch der Sowjetunion in Afghanistan). Bei der Ersatzveranstaltung im englischen Goodwood gewann sie mit Granat die Einzel-Goldmedaille, mit der Mannschaft wurde es die Silbermedaille. In den Jahren 1987 und 1988 gewann sie mit Gaugin de Lully den Weltcup.
Ebenfalls mit Gaugin gewann sie in den Jahren 1986 und 1989 erneut die Schweizer Meisterschaft. 1998 erhielt sie mit Aquamarin wiederum den Schweizer Meistertitel.
Christine Stückelberger war bis Oktober 2010 erste Vorsitzende des 2005 gegründeten Vereins Xenophon e. V. – Gesellschaft für Erhalt und Förderung der klassischen Reitkultur. Sie begründete die Niederlegung des Amtes damit, dass sie sich nicht mehr zugehörig zum Verein fühle. Sie ist auch im Vorstand der «Gesellschaft der Freunde der Spanischen Hofreitschule».
Bis zu seinem Tod im Herbst 2013 war Stückelberger die Lebensgefährtin von Georg Wahl. Seit den 1970er Jahren lebt sie auf einem Gestüt in Kirchberg SG.
Christine Stückelberger ist eine Enkeltochter von Eduard von Steiger.